# تنظيم كاراكول

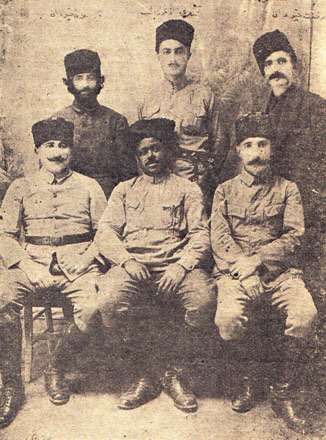

تنظيم كاراكول (بالتركية: Karakol Cemiyeti) كذلك يُشار إليه بجمعية الحراسة هو تنظيم سري داخل حكومة إسطنبول للدولة العثمانية خلال احتلال قوات الحلفاء مدينة اسطنبول، كان هدف التنظيم مساعدة جهود مصطفى كمال أتاتورك والحركة التركية الوطنية من داخل الحكومة المتحالفة مع الحلفاء خلال حرب الاستقلال التركية.